# Ceriomydas darlingtoni
Ceriomydas darlingtoni är en tvåvingeart som beskrevs av Nelson Papavero och Wilcox 1974. Ceriomydas darlingtoni ingår i släktet Ceriomydas och familjen Mydidae. Inga underarter finns listade i Catalogue of Life.